# 성담년
성담년(成聃年, ?~?)은 조선의 문신이다.

## 생애
1470년, 별시 문과에 갑과로 급제해 1476년에 경연검토관(經筵檢討官)에 임명된 뒤 예문관수찬·사간원정언, 홍문관교리, 공조정랑을 차례로 지냈다.
이후 그는 사직을 청하는 소를 올리자, 성종이 그를 불러 이유를 묻고 내약방의 약재를 내렸다.
관직을 내려 놓은 뒤부터는 성리학 연구에 힘썼다.